# 康定 (宋)
康定（こうてい）は、中国・北宋の仁宗の治世で用いられた元号。1040年 - 1041年。

## 西暦等との対照表
| 康定 | 元年          | 2年           |
| 西暦 | 1040年        | 1041年        |
| 干支 | 庚辰          | 辛巳          |
| 遼   | 重熙9         | 重熙10        |
| 西夏 | 天授礼法延祚3 | 天授礼法延祚4 |